# Fusillade du 22 juillet 2016 à Munich
La fusillade du 22 juillet 2016 à Munich a eu lieu dans un centre commercial, dans le district de Moosach, à Munich en Allemagne.

## Contexte
Cette fusillade survient quatre jours après l'attentat de Wurtzbourg durant lequel un réfugié afghan a blessé cinq personnes à coups de hache avant d'être abattu.

## Déroulement

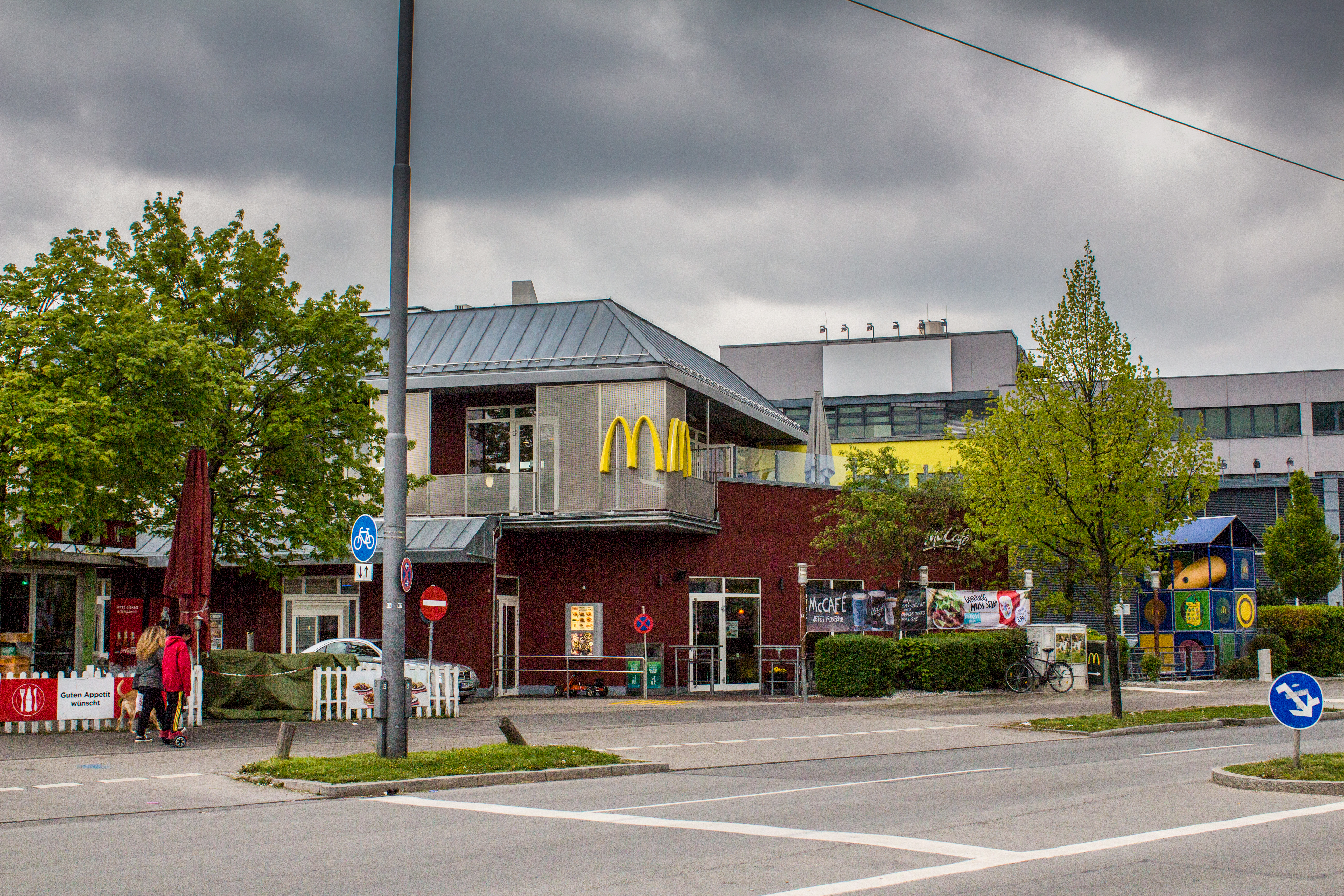
Le restaurant McDonald's de la Hanauer Straße.

À 17 h 52 (UTC+02:00), une fusillade éclate devant un restaurant McDonald's dans la Hanauer Straße à Munich en face du centre commercial Olympia où elle se poursuit.
La police allemande identifie rapidement la situation comme une attaque terroriste et communique que, selon plusieurs témoignages concordants, cette fusillade impliquait la présence de trois individus armés de fusils d'assaut ; un important dispositif policier est alors mis en place, avec l'intervention du GSG 9 (Grenzschutzgruppe 9 ; en français : groupe de protection des frontières numéro 9).
Quelques heures après, cependant, la police de Munich ne confirme la présence que d'un seul tireur, armé d'un pistolet et identifié comme un Munichois germano-iranien de 18 ans aux motivations encore inconnues, qui se serait suicidé après avoir tué neuf personnes et en avoir blessé seize autres, dont trois gravement. Le corps du tueur est retrouvé à un kilomètre du centre commercial vers 20 h 30 par la police.

## Bilan
Selon la police allemande, on dénombre au moins dix morts (dont l'auteur de l'attaque qui se serait suicidé) et seize blessés, dont trois dans un état grave (vingt-et-une personnes ont été conduites à l'hôpital). Les neuf victimes de la tuerie sont des jeunes gens âgés de 13 ans (2), 14 ans (3), 17 ans (1), 19 ans (1), 20 ans (1) ainsi qu'une femme de 45 ans. Il y a vingt-sept blessés, dix le sont sérieusement dont quatre par balles
| Pays d'origine | Morts | Blessés |
| -------------- | ----- | ------- |
| Turquie        | 3     | –       |
| Allemagne      | 2     | –       |
| Grèce          | 1     | –       |
| Hongrie        | 1     | –       |
| Kosovo         | 1     | –       |
| Apatride       | 1     | –       |
| Total          | 9     | 27      |

## Enquête

### Profil de l'auteur
Le suspect est un homme de 18 ans germano-iranien, David Ali Sonboly, né à Munich. Retranché sur le toit du centre commercial, un voisin le filme et enregistre ses paroles « Je suis Allemand, je suis né ici, je viens d'un quartier défavorisé, j'étais dans un hôpital psychiatrique », confirmant la déclaration du procureur selon laquelle il souffrait « d'une forme de dépression ». Hubertus Andrä, chef de la police locale, annonce le lendemain qu'une perquisition a été menée chez ses parents et ne permet pas d'établir de lien avec l'État islamique, contrairement aux rumeurs qui émergent peu après la fusillade, dans le contexte des attentats des derniers mois. « il se serait converti récemment à la religion chrétienne. »

L'un de ses amis, un Afghan de 16 ans qu'il avait rencontré dans un hôpital psychiatrique un an plus tôt, a été interpellé pour « non-dénonciation d’un crime », après s'être présenté lui-même à la police, puis relâché pour manque de preuves. Il aurait lui aussi posté une publication sur Facebook pour attirer du monde au lieu de la fusillade en faisant de fausses promesses. En effet, le tireur avait créé un faux compte, en prenant les informations d'une vraie personne, et invité ses victimes au restaurant McDonald's en leur promettant à boire et à manger.  
Le pistolet utilisé par le tireur est un Glock 9 mm, probablement acheté sur le Darknet, neutralisé puis remis en état de fonctionnement par des professionnels.

### Motivations
D'après les premiers éléments de l'enquête, Sonboly s'intéressait de près à l'attentat de Wurtzbourg (survenu quatre jours plus tôt) mais aussi aux tueries perpétrées par Anders Behring Breivik le 22 juillet 2011, soit cinq ans auparavant jour pour jour. Des psychiatres évoquent, pour ce type de folie homicide, le phénomène connu sous le nom d'amok.
Plusieurs de ses camarades de classe ont affirmé qu'il était un fan de jeux vidéo violents et, selon le ministre fédéral de l'Intérieur allemand Thomas de Maizière, cela aurait joué un rôle important dans son passage à l'acte. Il était également un admirateur du responsable de la fusillade de Winnenden. Par ailleurs, il faisait l'objet de harcèlements à l'école et, pour le quotidien allemand Bild, il voulait se venger car il était maltraité par des camarades d'origine turque. Toutefois, les autorités munichoises affirment que le tireur n'a pas choisi ses victimes même s'il avait préparé son geste depuis un an. Et le psychologue américain Peter Langman pense plutôt à une  « combinaison de facteurs multiples ».
Les sympathies de Sonboly pour l'extrême-droite sont rapidement connues. En 2019 la police criminelle bavaroise reconnaît officiellement les motivations d'extrême-droite de la tuerie. 

## Réactions
Dans la soirée, Facebook active son contrôle d’absence de danger (Safety Check). Des internautes à Munich utilisent le hashtag #offenetür (« porte ouverte » en allemand) pour signaler des refuges aux personnes qui sont toujours en danger à l'extérieur. L'application mobile d'alerte aux populations allemande Katwarn (de) demande à la population locale de rester chez elle. Comme geste de solidarité, la Süddeutsche Zeitung propose le slogan « Je suis au Biergarten ».
Joachim Gauck, le président allemand, se dit « horrifié par l'attaque meurtrière ». Il annonce sa solidarité aux victimes et à leurs proches. Thomas de Maizière, le ministre de l'Intérieur, a annoncé qu'il rentrait en Allemagne en interrompant son déplacement aux États-Unis. À la suite de l'attaque, il dit la nécessité d'évaluer les règles qui régissent le contrôle des armes en Allemagne.
Ailleurs dans le monde, le président américain, Barack Obama promet aux autorités allemandes « tout le soutien dont elles ont besoin pour faire face à cette situation ». Le président français, François Hollande, adresse « un message personnel de soutien » à Angela Merkel. Le ministère iranien des Affaires étrangères a déclaré : « l'Iran condamne cet acte et exprime sa solidarité avec le peuple et le gouvernement allemand ».